# Arytaina spinosa
Arytaina spinosa är en insektsart som beskrevs av Mathur 1975. Arytaina spinosa ingår i släktet Arytaina och familjen rundbladloppor. Inga underarter finns listade i Catalogue of Life.